# 白坪乡 (登封市)
白坪乡，是中华人民共和国河南省郑州市登封市下辖的一个乡镇级行政单位。

## 行政区划
白坪乡下辖以下地区：
西白坪村、东白坪村、二岚沟村、煤窑沟村、沙锅窑村、寨东村、石门村、程窑村、梁家庄村、三元村、南窑村和寨西村。